# امین، کوراکشترا
امین، کوراکشترا (به انگلیسی: Amin, Kurukshetra) یک منطقهٔ مسکونی در هند است که در هاریانا واقع شده‌است.